# Silk Central
Silk Central (anteriormente SilkCentral Test Manager) es una herramienta de gestión de pruebas, que integra un framework para mejorar la productividad, trazabilidad y visibilidad de todos los tipos de pruebas de software, así como la planificación y lanzamiento de pruebas automáticas. Silk Central fue desarrollado originalmente por Segue Software, que posteriormente fue adquirida por Borland y ésta a su vez por Micro Focus.

## Silk Central Connect
En 2014 Micro Focus lanzó Silk Central Connect como un complemento a Silk Test y Silk Central para poder gestionar desde éste pruebas automatizadas en múltiples navegadores web y móviles, sin la complejidad de una herramienta de automatización multipropósito.